# زيارة البابا فرنسيس إلى العراق
زيارة البابا فرنسيس إلى العراق، تعتبر هي الزيارة البابوية الأولى إلى العراق وهي أول زيارة لحبر أعظم وقد استغرقت أربعة أيام وصل البابا فرنسيس إلى مطار بغداد الدولي من مطار العاصمة الايطالية روما يوم 5 آذار/مارس سنة 2021 وغادر بغداد يوم 8 آذار/مارس 2021 وسبق الزيارة تحضيرات رسمية وشعبية.

## محطات زيارة بابا الفاتيكان إلى العراق[2]
- (5 آذار/مارس) الوصول إلى مطار بغداد الدولي وسط ترحيب شعبي ورسمي، حيث كان في استقباله رئيس الوزراء العراقي مصطفى الكاظمي.
- حفل ترحيب رسمي في القصر الجمهوري بحضور رئيس جهورية العراق برهم صالح.
- لقاء الاساقفه والكهنة في كنيسة «سيدة الخلاص».
- (6 آذار/مارس) غادر البابا العاصمة بغداد متوجهاً إلى محافظة النجف ولقائه المرجع الديني الأعلى في العراق السيد علي السيستاني.[5][6][7][8]
- غادر النجف إلى مدينة ذي قار حيث تقع المدينة الاثرية اور والتي تضم بيت النبي إبراهيم.
- اجتمع البابا بشخصيات تمثل الاديان في العراق.
- العودة إلى بغداد لحضور قداس أقيم في كاتدرائية «القديس مار يوسف الكلدانية».
- (7 آذار/مارس) غادر العاصمة بغداد إلى مدينة اربيل عاصمة اقليم كودستان العراق حيث كان في استقباله شخصيات رسمية حكومية وشخصيات دينية.
- غادر اربيل إلى مدينة الموصل لحضور مراسيم الصلاة على ارواح ضحايا الإرهاب في منطقة «حوش البيعة».
- غادر الموصل إلى قراقوش وزيارة كنيسة الطاهرة.
- غادر قراقوش الى مدينة أربيل لحضور قداس أقيم في ملعب فرانسو حريري.
- عاد من أربيل إلى العاصمة بغداد.
- (8 آذار/مارس) حفل وداع للبابا فرنسيس ومغادرة بغداد إلى العاصمة الإيطالية روما.

## أهمية الزيارة
زيارة البابا فرنسيس إلى العراق حضت بأهمية كبيرة في العراق حيث أعلن الكاظمي يوم لقاء السيد علي السيستاني والبابا فرنسيس «يوما وطنيا للتسامح والتعايش» في العراق وتأتي الزيارة في قت يشهد العراق فيه تحديات أمنية، وصحية بسبب انتشار جائحة كورونا في العالم.

## رحلة الحج إلى أور
أكد البابا فرنسيس على ان زيارته إلى العراق هي رحلة «حج» لكون أرض العراق هي أرض مقدسة للأديان السماوية وتقع مدينة اور الاثرية في محافظة ذي قار جنوب العراق حيث مسقط رأس النبي ابراهيم.

## تفاصيل زيارة البابا فرانسيس إلى العراق
ان فترة زيارة البابا فرانسيس إلى العراق كانت ثلاثة أيام متتالية والتي اعتبرها البابا بمثابة رحلة الحج له.

### اليوم الأول
وصول البابا فرنسيس إلى العراق في زيارة تاريخية هي الأولى للحبر الاعظم إلى بلاد الرافدين والرحلة الأولى له خارج الفاتيكان منذُ تفشي فايروس كورونا والتي تستمر لفترى من 5/3 إلى 8/3 تم استقبال البابا في مطار بغداد الدولي من قبل رئيس الوزراء مصطفى الكاظمي وتم الاستقبال بالفلكلور العراقي ومن ثم التوجه إلى قصر السلام للقاء رئيس الجمهورية برهم صالح  وتواجد الآلاف من العراقيين على الطريق المؤدي من مطار بغداد إلى القصر الذي سيلتقي فيه الرئيس العراقي ترحيبا بأول زيارة بابوية للعراق.وبعد وصول البابا فرنسيس إلى قصر السلام واجراء الاستقبال الرسمي من قبل حرس الشرف ولقاءه برئيس الجمهورية
واثناء حضور البابا في قصر السلام ببغداد تم عقد اجتماع له مع الرئاسات الثلاثة والساسة ورجال الدين العراقيين دعا خلالها البابا فرنسيس إلى تعزيز السلام في المنطقة والتصدي للفساد واستغلال السلطة ودعا ايضاً المجتمع الدولي لأداء دوره حاسم في تعزيز السلام في العراق وكل الشرق الأوسط وقال بابا الفاتيكان في كلمة ألقاها أمام رئيس الجمهورية العراقية، برهم صالح، في قصر بغداد "إن التحديات المتزايدة تدعو الأسرة البشرية بأكملها إلى التعاون على نطاق عالمي لمواجهة عدم المساواة في مجال الاقتصاد، والتوترات الإقليمية التي تهدد استقرار هذه البلدان وأضاف: "فلتصمت الأسلحة" وليكن الدين في خدمة السلام والأخوّة كما شجع الخطوات الإصلاحية المتخذة في العراق، ودعا إلى ضمان مشاركة جميع الفئات السياسية والاجتماعية، مؤكدا على ضرورة التصدي لآفة الفساد واستغلال السلطة وفي أطار دعمه للسلطات العراقية من أجل تحسين أوضاع البلاد وقال البابا: "لكن ذلك لا يكفي"، مضيفا "ينبغي في الوقت نفسه تحقيق العدالة، وتنمية النزاهة والشفافية، وتقوية المؤسسات المسؤولة عن ذلك
ووصف البابا الهجمات التي تعرضت لها الأقلية الأيزيدية على يد تنظيم «الدولة الإسلامية» (داعش) في العراق الهمجية المتهورة وعديمة الإنسانية«، وقال بالحرف:» لا يسعني إلا أن أذكر الأيزيديين، الضحايا الأبرياء للهمجية المتهورة وعديمة الإنسانية. لقد تعرضوا للاضطهاد والقتل بسبب انتمائهم الديني، وتعرضت هويتهم وبقاؤهم نفسه للخطر واكد خلال كلمته في بغداد مشددا على أهمية "أن نخرج من زمن المحنة هذا"، زمن الجائحة، "أفضل ممّا كنا عليه من قبل، وأن نبني المستقبل على ما يوحّدنا وليس على ما يفرّق بيننا
وأضاف ايضاً «كفى عنفا وتطرفا وتحزبات وعدم تسامح لنعط المجال لكل المواطنين الذين يريدون أن يبنوا معا هذا البلد في الجوار وفي مواجهة صريحة وصادقة وبناء وفي إشارة إلى المسيحيين الذين يشكلون واحدا في المئة من السكان، شدّد على ضرورة» ضمان مشاركة جميع الفئات السياسية والاجتماعية والدينية، وأن نؤمن الحقوق الأساسية لجميع المواطنين قائلا "يجب ألا يعتبر أحد مواطنا من الدرجة الثانية وقام رئيس الجمهورية العراقي برهم صالح اهداء البابا فرنسيس منحوتة تشكل نسخة مصغرة للوحة درب الصليب التي حفرها أحد أشهر نحاتي العراق محمد غني حكمت على جدار كنيسة بغدادية، وصنعت خصيصاً على شرف الحبر الأعظم وتوجه البابا فرنسيس إلى كاتدرائية سيدة النجاة في ببغداد لأقامة قداس لما تحملهُ هذه الكنسية من ذكريات مؤلمة لدى العراقيين عمومًا ومسيحي العراق خصوصًا حيثُ استهدفت في سنة 2010 باعتداء تخللته عملية احتجاز رهائن انتهت بمقتل 53 شخصاً وقال البابا فرنسيس خلال كلمة القاها في كنسية سيدة النجاة نجتمع اليوم في كاتدرائية سيدة
النجاة هذه، ونتبارك فيها بدماء إخوتنا وأخواتنا الذين دفعوا هنا ثمن أمانتهم للرب غاليًا وقال انه يفكر بالشباب العراقيين، مؤكدا ان الصعاب جعلت الكثير من العراقيين يهاجرون بلدهم واضاف «شباب هذا البلد هم ثروة المستقبل، وهم جوهر العراق، يجب الاعتناء بهم وتلبية ما يريدوه وتابع» انا افكر بشباب العراق، بما يعانوه جراء الحروب والدمار
وقال ايضاً إن "الصعاب جزء من حياتكم اليومية، أنتم المؤمنين العراقيين، فقد كان عليكم في العقود الأخيرة، أن تواجهوا عواقب الحرب والاضطهاد، وهشاشة البنى التحتية الأساسية، وأن تناضلوا باستمرار، من أجل الأمن الاقتصادي والشخصي، والذي غالبا ما أدى إلى نزوح داخلي وهجرة الكثيرين، بما في ذلك بين المسيحيين، إلى بلدان
أخرى في العالم«وأضاف:» إني أشكركم، أيها الإخوة الأساقفة والكهنة، على بقائكم قريبين من شعبكم، وعلى دعمكم له، وسعيكم لتلبية احتياجات الشعب ومساعدة كل واحد على القيام بدوره في خدمة الخير العام«وأشار البابا إلى أن» الرسالة التربوية ورسالة المحبة في كنائسكم الخاصة تمثل موردا ثمينا لحياة الجماعة الكنسية
والمجتمع بأسره، إني أشجعكم على المثابرة في هذا الاجتهاد، من أجل أن تتمكن الجماعة الكاثوليكية في العراق، وإن كانت صغيرة مثل حبة الخردل من الاستمرار في إثراء مسيرة البلد بأكمله"

### اليوم الثاني
توجه البابا فرنسيس صباح يوم السبت إلى النجف الاشرف للقاء المرجع الأعلى سماحة السيد علي السيستاني في بيته في لقاء يعتبر الأول بينهما حيث سُمي بلقاء المحبة والسلام امتدت مدة اللقاء بينهما بحوالي ساعة ودار الحديث خلال اللقاء  حول التحديات الكبيرة التي تواجهها الإنسانية في هذا العصر ودور الايمان بالله تعالى
وبرسالاته والالتزام بالقيم الأخلاقية السامية في التغلب عليها وتحدث سماحة السيد عما يعانيه الكثيرون في مختلف البلدان من الظلم والقهر والفقر والاضطهاد الديني والفكري وكبت الحريات الأساسية وغياب العدالة الاجتماعية، وخصوص ما يعاني منه العديد من شعوب منطقتنا من حروب
وأعمال عنف وحصار اقتصادي وعمليات تهجير وغيرها، ولا سيما الشعب الفلسطيني في الأراضي المحتلة وأشار سماحته إلى الدور الذي ينبغي أن تقوم به الزعامات الدينية والروحية الكبيرة في الحد من هذه المآسي، وما هو المؤمل منها من حثّ الأطراف المعنيّة ـ ولا سيما في القوى العظمى ـ على تغليب جانب العقل والحكمة ونبذ لغة
الحرب، وعدم التوسع في رعاية مصالحهم الذاتية على حساب حقوق الشعوب في العيش بحرية وكرامة، كما أكّد على أهمية تضافر الجهود لتثبيت قيم التآلف والتعايش السلمي والتضامن الإنساني في كل المجتمعات، مبنياً على رعاية الحقوق والاحترام المتبادل بين أتباع مختلف الاديان والاتجاهات الفكرية
ونوّه سماحته بمكانة العراق وتاريخه المجيد وبمحامد شعبه الكريم بمختلف انتماءاته، وأبدى أمله بأن يتجاوز محنته الراهنة في وقت غير بعيد. وأكّد اهتمامه بأن يعيش المواطنون المسيحيون كسائر العراقيين في أمن وسلام وبكامل حقوقهم الدستورية، وأشار إلى جانب من الدور الذي قامت به المرجعية الدينية في حمايتهم وسائر الذين نالهم الظلم
والأذى في حوادث السنين الماضية، ولا سيما في المدة التي استولى فيها الارهابيون على مساحات شاسعة في عدة محافظات عراقية، ومارسوا فيها أعمالاً اجرامية يندى لها الجبين وتمنى سماحته للحبر الاعظم وأتباع الكنيسة الكاثوليكية ولعامة البشرية الخير والسعادة، وشكره على تجشمه عناء
السفر إلى النجف الأشرف للقيام بهذه الزيارة كشف البابا  عن إن زيارته للمرجع السيستاني كانت «مفيدة لروحه»، واصفاً إياه بـ«الحكيم العظيم»، مبيناً انه شعر بالفخر لانه وقف معه مرتين، بينما لم يقف أبدًا لتحية شخصٍ ما واضافة البابا شعرت بالفخر للقاءه واشار الحَبْر الأعظم إلى ان هذا اللقاء قد يكون خطوة اولى نحو توقيع وثيقة الأخوّة الإنسانيةٰ
كالتي وقعها مع شيخ الأزهر أحمد الطيب سنة 2019
قال ساكو  في حوار له "تحدث البابا والسيستاني عن المواطنة وخدمة الإنسان، وقال السيد (السيستاني) أنا خادم للبشرية ولم أستقبل سياسيين منذ عشر سنين لأن السياسيين خيبوا أملي وودعا قُطبا السلام والتسامح الباب فرنسيس والمرجع السيستاني بعضهما بتماسك الايادي في يوم تأريخي يمر على العراق عكس انظار العالم حوله
ومن  ثم توجه الباب فرنسيس من مطار النجف الدولي متوجهاً إلى مدينة اور في ذي قار لأحياء الصلاة الابراهيمية الموحدة للأديان اختار البابا فرنسيس زيارة مدينة أور، مسقط رأس النبي إبراهيم وفق التقليد، ليحج اليها قائلاً جئتكم حاجاً وجرت الاستعدادات بمحافظة ذي قار على نحو كبير، حيث تشغل مدينة أور اليوم أهمية كبيرة لدى السلطات
الحكومية بعدما كانت لسنوات مهملة ولم تحز اهتماما يذكر ولم يخصص لها شيء من ميزانية الدولة رغم دخولها في لائحة التراث العالمي منذ عام 2016 وهبطت طائرة البابا صباح يوم السبت في مطار الناصرية الدولي بعد إقلاعها من مدينة النجف وبحضور وفد كنسي وشخصيات سياسية ودينية من ممثلي الأديان والطوائف في العراق، حيث كان
بالاستقبال محافظ ذي قار المكلف عبد الغني الأسدي إضافة إلى ممثلين عن مسيحيي العراق دعا البابا فرنسيس إلى "احترام حرية الضمير والحرية الدينية والاعتراف بها في كل مكان وقال البابا في خطابه الذي سبق صلاة مع ممثلين عن الشيعة والسنة والأيزيديين والصابئة والكاكائيين والزرداشتيين
لا يصدر العداء والتطرف والعنف من نفس متدينة بل هذه كلها خيانة للدين وأضاف «نحن المؤمنين، لا يمكن أن نصمت عندما يسيء الإرهاب للدين. بل واجب علينا إزالة سوء الفهم»، وذلك بعد حوالي أربع سنوات من دحر تنظيم «الدولة الإسلامية» الذي سيطر بين 2014 و2017 على أجزاء واسعة من العراق وزرع الرعب والدمار
كما دعا البابا إلى «احترام حرية الضمير والحرية الدينية والاعتراف بها في كل مكان» وأضاف «إنها حقوق أساسية، لأنها تجعل الإنسان حرا للتأمل في السماء التي خلق لها». ويشكل المسيحيون نحو واحد في المئة من سكان العراق، ويقولون إنهم يتعرضون للتمييز. وكان البابا أطلق نداء مماثلا في المغرب
وحض البابا أيضا على السير من "الصراع إلى الوحدة"، طالبا "السلام لكل الشرق الأوسط" و"خصوصًا في سوريا المجاورة المعذبة وقال البابا في كلمته: “نستذكر قصة النبي إبراهيم -عليه السلام- ومبعثه النبويّ من أور، والسماء تمنحنا الوحدة وهذا يعزز أخوتنا وأضاف: “يجب ألا ننسى أخوتنا فنحن أحفاد النبي إبراهيم، ولا يجب أن يعمل كل منا
بمعزل عن الآخر فنحن من يجب أن يعمر الأرض، وأخوتنا تدفعنا للعيش بإنسانية، ويجب ألا ننسى نوايا الإنسان الحسنة وتابع البابا: “من هذا المكان بدأ الإيمان والتوحيد من أرض أبينا إبراهيم، الإيمان يجلبنا معاً أما الإرهاب والعنف فلا يأتيا من الدين، والإرهاب يستغل الدين ونحن من يجب أن نمنع من يستغله كغطاء”، لافتا إلى أن “الكثير من
الايزيديين ماتوا وسيء معاملة الكثيرين منهم ولاسيما الأطفال وأكد: “حينما هاجم الإرهاب هذا البلد فقد هاجم جزءاً من التأريخ”، مبينا أن “المسلمين والمسيحيين عملوا معاً لإرساء دعائم السلام، أرى طريق الحج من هذا المكان الذي يذكرنا بأبينا إبراهيم“ وقال البابا: “مجيئنا لهذه الأماكن المقدسة هو لإحيائها، والنبي إبراهيم بدأ رحلته من أور وعانى ما
عانى“ وشدد بالقول: “سنبعد جائحة كورونا بتعاوننا، والتباعد الاجتماعي مهم لإبعاد خطر كورونا وإنقاذ أنفسنا”، مردفا يجب أن ننظر إلى السماء لإبعاد هذا الخطر والله طلب منا أن نبقى جنباً إلى جنب، وأن اللقاح سوف يكون فاعلاً ضد جائحة كورونا وبين: “لن يكون هنالك سلام دون التعايش السلمي وأناس يساعدون بعضهم بعضاً، ولا سلام دون تفكير
بعضنا ببعض، والسلام سوف يجمعنا معاً ويجنبنا الصراعات، ولنصلي من أجل جميع الشرق الأوسط واوضح: “نحن (بشر) اليوم لنغير مفهوم الكره إلى الحب، ولنعطي صوتاً للضعفاء بمنحهم الرعاية، وبيتنا واحد ونحن من يجب أن نجعل للإنسانية قيمةً أكبر”، مؤكدا أن “الأمر متروك لنا كي تكون لنا الشجاعة حتى نكمل رحلة السلام لنبينا إبراهيم،
ونحتاج إلى أن نساعد بعضنا بعضاً وأضاف البابا: “تأثرت بشهادة داود وحسن ويجب أن نفسح المجال أمام الشباب كي تتحقق أحلامهم، والصرعات تحول دون تحقيق الأحلام وأشار إلى، أنه “يستذكر شهادة الامرأة الصابئية ومعاناتها”
غادر البابا فرنسيس مدينة أور التاريخية في محافظة ذي قار عائدا إلى العاصمة بغداد لأقامة القداس الإلهي في كاتدرائية ماري يوسف للكلدان بحضور كل من رئيس الجمهورية برهم صالح ورئيس مجلس النواب محمد الحلبوسي أحيا البابا فرنسيس أوّل قدّاس له في البلاد بكاتدرائية مار يوسف في بغداد، بحضور مسؤولين ومصلين جلسوا بشكل
متباعد التزاما بالقواعد الصحية الهادفة لاحتواء وباء كورونا للمرة الأولى، يحيي الحبر الأعظم البابا فرنسيس  قداسا بالطقس الشرقي الكلداني، وتتخلله صلوات وتراتيل باللغتين العربية والآرامية. ففي باحة كاتدرائية مار يوسف للكلدان، انتظرت جموع من المصلين المسيحيين اليوم السبت (السادس من مارس/ آذار2021)  بصمت مهيب رجلاً لم يحلموا
قطّ برؤيته وهناك أقام البابا للمرّة الأولى قداساً بالطقس الكلداني، فاق عدد المشاركات به من النساءعدد الرجال ارتدت بعضهن غطاءَ أنيقاً أسود أو أبيض فوق رؤوسهن، احتراماً للزعيم الروحي لأكثر من 1,3 مليار مسيحي في العالم وانتظاراً لأول قدّاس يحييه حبر أعظم في العراق، جلس الحضور على مقاعد خشبية مزينة بأزهار زاهية، حاملين
بأيديهم مسابح أو كتب صلاة صغيرة، فيما فصلتهم دقائق قليلة للقاء البابا فرنسيس فجأة، انكسر الهدوء الذي كان يخيم على الأجواء، وارتفعت مئات الأيادي بشكل عفوي إلى السماء،  فقد وصل البابا بملابسه البيضاء إلى الباحة الخارجية للكاتدرائية، وبدت على وجهه السعادة لكونه تمكن أخيرا من أن يكون قريبا من مؤمنين انتظروه بفارغ الصبر
بالزغاريد وتراتيل الطقس الشرقي التي تليت باللغة العربية، استقبل المصلون، بعد طول انتظار، البابا أخيراً فيما عبر الحبر الأعظم الرواق المؤدي إلى الكنيسة، لم يتوانَ الحضور مراراً وتكراراً عن رفع هواتفهم لسرقة صورة ذاتية معه، بل نزعوا كماماتهم عدة مرات لتظهر ابتسامات فرحة لم يتمكنوا من احتوائها في ظل هذه المناسبة التاريخية
رغم الفرح العارم الذي خيّم على المكان، إلا أن الحضور داخل الكنيسة كان محدوداً، على خلفية تفشي وباء كوفيد إذ منحت كل رعيّة في بغداد 13 دعوة فقط لتوزيعها على الرعايا التابعين لها، كما قال الأب نظير دكو في الكاتدرائية وسمح لهؤلاء فقط بدخول الكنيسة في القداس، بارك البابا فرنسيس القربان والنبيذ اللذين يرمزان بالنسبة للمسيحيين إلى دم
وجسد المسيح، لكنّه لم يقم بطقس المناولة شخصياً وقام بدلاً منه العشرات من رجال الدين بتقديم القربان للمصلين. وطلبت امرأة من الكاهن أن يضع قطعة القربان لها في صندوق صغير لتأخذه معها إلى قريب مريض. وفيما همّ البابا بالمغادرة، بدأ الحضور بهتاف عبارة «فيفا بابا» أو«ليحيا البابا» وكانت زيارة البابا فرنسيس حتى الآن محكومةً بقواعد
احتواء وباء كوفيد-19، وبدأت بلقاءات رسمية في بغداد الجمعة، ولقاء مع المرجع الأعلى علي السيستاني السبت، بالإضافة إلى زيارة لأور جنوباً. لكن كل تلك اللقاءات خلت من الجموع الغفيرة التي عادة ما تلاقي حبراً أعظم في مثل هذه الزيارات وأثارت تلك التدابير غضب عدد من المسيحيين البغداديين، ممن لم يتسنَّ لهم المشاركة في القداس داخل
الكنيسة، رغم أنّهم عانوا في تجنّب الحواجز الأمنية العديدة التي أقيمت في جميع الطرق المؤيدة إليها، ليصلوا إلى بواباتها من بين هؤلاء الذين بقوا في الخارج، سميرة يوسف العراقية الكاثوليكية التي جاءت مع أختها لمحاولة حضور القداس. وقالت لوكالة الأنباء الفرنسية "كنت أنتظر خارج الكنيسة منذ الظهر، كنت أنتظر هذه اللحظة طوال حياتي
وأضافت "إذا لم يسمحوا لي بالدخول سأبكي في الجوار، وقف طفل صغير وهو يحك رأسه بينما كان ينظر إلى حراس الفاتيكان وهم يغلقون بوابة الكنيسة التي تفوقه طولاً بثلاثة أضعاف. وقال فهد وهو مسلم يبلغ من العمر 12 عاماً "أنا أعيش في الجوار وآتي إلى هنا طوال الوقت لإضاءة الشموع وأضاف "لكن البابا هنا اليوم... أتمنى أن يصبح الأمر
طبيعيًا ويأتي إلى العراق طوال الوقت

### اليوم الثالث
وصل بابا الفاتيكان فرانسيس، الأحد إلى مدينة أربيل  عاصمة إقليم كردستان شمالي العراق، قادما من بغداد وفور وصوله إلى مطار أربيل الدولي استقبله كل من رئيس الإقليم نيجيرفان بارزاني ورئيس حكومة الإقليم مسرور بارزاني إضافة إلى الشخصيات الدينية والمدنية وايضاً تم التقى البابا وجرت مراسم استقبال رسمية في مطار أربيل، وتوجه
رئيس الإقليم ورئيس الحكومة والبابا بعدها إلى الصالة الرئاسية لكبار الشخصيات في مطار أربيل وعقدوا لقاء مشتركا، بحسب المصدر ذاته وقال نيجيرفان بارزاني في تغريدة على «تويتر» عقب اللقاء: «يشرفني أن أستقبل البابا فرنسيس في أربيل وأضاف أنه» مع بدء الزيارة في كردستان، نكرر التزامنا الدائم بالسلام والحرية الدينية والأخوة
التقى بابا فرانسيس ايضاً زعيم الحزب الديمقراطي الكردستاني مسعود بارزاني خلال زيارته لأربيل لقاء البابا فرنسيس ومسعود بارزاني جاء بعد لقاء مماثل عقده مع رئيس إقليم كردستان العراق نيجيرفان بارزاني في صالة الضيافة بمطار أربيل الدولي وأشاد البابا بدور إقليم كردستان العراق في احتضان المكونات الدينية 
والقومية وترسيخ التعايش السلمي فيما بينها وقال إنه لم ينس كردستان، لافتاً إلى أن هذا الإقليم أصبح بيتا وملاذا آمنا للمسيحيين قيام البابا بزيارة ناحية عنكاوا المسيحية في أربيل، بعد انتهاء مراسيم الاستقبال الرسمية في مطار أربيل الدولي لتناول وجبة الغداء مع السادة الأساقفة، وحيث سيتجول بعدها في أحد شوارع عنكاوا الرئيسية، للقاء سكانها،
وتحية الناس، الذين سيحتشدون للقاء قداسته عن كثب، ممن ينتظرون هذه اللحظة التاريخية خاصة أن عنكاوا هي أكبر منطقة تجمع للمسيحيين، في العاصمة أربيل وفي إقليم كردستان العراق ككل، حتى أنها تستقطب المسيحيين ممن هجروا من بقية مناطق العراق، كمناطق سهل نينوى نتيجة الحملات الإرهابية ضدهم من 
قبل تنظيمي القاعدة وداعش غادر البابا فرانسيس عبر طائرة هليكوبتر متوجهاً نحو الموصل  ليزور بعض الكنائس التي دمرها تنظيم داعش الإرهابي، وخاصة كنيسة الطاهرة الكبرى في قره قوش، وهي أكبر كنيسة في العراق والتي سيزورها قداسة البابا ويباركها لأول مرة، بعد تدميرها من قبل تنظيم داعش الإرهابي، كما وسيؤدي الصلاة في
حوش الكنيسة في الموصل، ويبارك الناس هناك، ولن يكون ثمة أي صلاة احتفالية أو قداس في مدينة الموصل كما سيزور البابا بعض الأماكن الأخرى في الموصل، التي سقط فيها ضحايا على يد إرهابيي داعش، حيث سيصلي على راحة أرواحهم، ويبارك تلك الأماكن استقبل البابا في الموصل في حوش البيعة بالتحيات والتصفيق، فيما جلس المصلون
على مقاعد خشبية أمام منصة وضعت ليجلس عليها الحبرالأعظم إلى جانب مسؤولين كنسيين آخرين، من بنيهم رئيس أساقفة الموصل المطران نجيب ميخائيل موسى ورأى البابا فرنسيس من ساحة حوش البيعة في الموصل حيث ترأس صلاة على أرواح ضحايا الحرب من أمام كنيسة أثرية مدمرة أن "التناقص المأساوي في أعداد تلاميذ المسيح، هنا
وفي جميع أنحاء الشرق الأوسط إنّما هو ضرر جسيم لا يمكن تقديره ورحب البابا في كلمته بدعوة ميخائيل في كلمة ألقاها قبله إلى «أن تعود الجماعة المسيحية إلى الموصل وتقوم بدورها الحيوي في عملية الشفاء والتجديد وصلّى» من أجل ضحايا الحرب والنزاعات المسلحة«، مؤكدا أن» الرجاء أقوى من الموت، والسلام أقوى من الحرب
وتحمل هذه المحطة من الزيارة أهمية كبرى، لا سيما أن محافظة نينوى، وعاصمتها الموصل، تشكّل مركز الطائفة المسيحية في العراق، وتعرّضت كنائسها وأديرتها الضاربة في القدم لدمار كبير على يد التنظيم المتطرف في الموصل حيث أعلن تنظيم "الدولة الإسلامية" "الخلافة" عام 2014، يتلو البابا صلاة "من أجل أرواح ضحايا
الحرب وعندما سيطر التنظيم على المنطقة، أيد البابا فرنسيس استخدام القوة لوقف انتشاره، ودرس إمكان السفر إلى شمال العراق للوقوف إلى جانب الأقلية المسيحية ولا تزال آثار الحرب ظاهرة فيها، رغم مرور ثلاث سنوات على طرد التنظيم منها بعد معارك امتدت أشهرا طويلة بين القوات الحكومية العراقية والجهاديين، خلّفت مئات الضحايا
ودفعت الآلاف للنزوح وبعد التوقف في حوش البيعة للصلاة، ينتقل إلى كنيسة الطاهرة الكبرى في قرة قوش، حيث يتلو صلاة السلام الملائكي وتعتبر كنيسة الطاهرة للسريان الكاثوليك أكبر كنائس العراق وإحدى كبريات كنائس الشرق الأوسط سعة وهندسة وجمالاً وقف النساء والرجال جنبًا إلى جنب وهم يغنون ويرددون، مرتدين أفضل ملابسهم للتعبير
عن امتنانهم لزيارة البابا لبلدتهم التي سيطرت عليها داعش في عام 2014 كان المشهد مختلفًا عن الأماكن الأخرى التي زارها خلال رحلته إلى العراق، حيث وقعت أحداثه الأخرى في ظل إجراءات أمنية مشددة مع محدودية الوصول إلى الناس زار البابا كنيسة الطاهرة الكبرى في قره قوش، حيث قال إن الإرهاب لن يكون له الكلمة الأخيرة
بحزن شديد، ننظر حولنا ونرى علامات أخرى، علامات القوة التدميرية للعنف والكراهية والحرب. كم تم هدمه كم يلزم إعادة بنائه تجمعنا هنا اليوم يظهر أن الإرهاب والموت ليس له الكلمة الأخيرة، قال البابا فرنسيس وهو محاطً بمئات العراقيين وقال البابا فرنسيس: "لذلك أشجعكم: لا تنسوا من أنتم ومن أين أتيتم لا تنس الروابط التي تجمعكم معًا لا تنس
أن تحافظوا على جذوركم وأضاف «أود أن أتقدم بالشكر الجزيل لكل الأمهات والنساء في هذا البلد، النساء الشجاعات اللواتي يواصلن تقديم الحياة، على الرغم من الآلام والأذى قال البابا قبل أن يبدأ الصلاة قرب أنقاض كنيسة الطاهرة السريانية الكاثوليكية القديمة والمدمّرة،» هذا التناقص المأساوي في أعداد تلاميذ المسيح، هنا وفي جميع أنحاء الشرق
الأوسط إنّما هو ضرر جسيم لا يمكن تقديره مضيفاً ليس فقط للأشخاص والجماعات المعنية، بل للمجتمع نفسه الذي تركوه وراءهم ومسيحيو العراق من أقدم الجماعات المسيحية في العالم، وأرغم أبناؤها، بفعل الحروب والنزاعات وتردي الأوضاع المعيشية، على الهجرة. ولم يبقَ في العراق اليوم سوى 400 ألف مسيحي من سكانه البالغ عددهم 40
مليوناً بعدما كان عددهم 1,5 مليون عام 2003 قبل الغزو الأميركي للعراق وقال البابا في كلمته الأحد من الموصل "إنها لقسوة شديدة أن تكون هذه البلاد، مهد الحضارات قد تعرّضت لمثل هذه العاصفة اللاإنسانية، التي دمّرت دور العبادة القديمة"، مضيفاً "ألوف الألوف من الناس، مسلمين ومسيحيين وأيزيديين
وغيرهم هجروا بالقوة أو قتلوا«. وكان البابا قد سمّى الأيزيديين الجمعة بـ» الضحايا الأبرياء للهجمية المتهورة وعديمة الإنسانية وتعرض الأيزيديون للقتل والخطف والسبي والعبودية والاضطهاد خلال فترة سيطرة تنظيم «داعش» الذي ارتكب انتهاكات في سوريا المجاورة أيضاً التي ذكرها البابا الجمعة والسبت
لكن، بعيداً عن تراجع الأوضاع في البلاد وهاجس الرحيل، يرى المسيحيون الذين يدأبون منذ أسابيع على ترميم وتنظيف كنائسهم المدمرة والمحروقة، في هذه الزيارة البابوية الأولى في تاريخ العراق، رسالة أمل ومن ثم غادر البابا فرانسيس مدينة الموصل عائداً إلى اربيل ليقيم القداس الإلهي في ملعب فرانسوا حريري
وقام البابا فرانسيس لدى وصوله مكان القداس في ملعب فرانسوا حريري بتحية الحضور عبر سيارة مكشوفة حيث لوح لهم بيده وهو محاط بإجراءات أمنية مشددة وشارك في مراسم القداس الذي يعد الأول من نوعه في تاريخ العراق وإقليم كردستان نحو 10 آلاف مواطن تجمعوا بساحة ملعب فرانسوا حريري ومدرجات الملعب الذي يتسع لنحو 19 ألف
متفرج، حيث تم نصب منصة خاصة لأداء القداس وقال البابا: "اليوم أستطيع أن أرى وألمس أن الكنيسة في العراق حية وأن المسيح يحيا ويعمل في هذا الشعب المقدس والمؤمن"، وأضاف: "حتى في خضم الفقر المدقع والصعوبات، قدم العديد منكم بسخاء مساعدة ملموسة وتضامنًا مع الفقراء والمعانين وتأتي زيارة البابا التاريخية إلى العراق كجزء من
مبادرة للحفاظ على المجتمعات المسيحية القديمة في العراق، ودعم عودة أولئك المسيحيين الذين طردهم تنظيم داعش الإرهابي من ديارهم

### اليوم الرابع
اختتم البابا فرنسيس زيارته التاريخية إلى العراق التي مرت بـ 6 مدن عراقية، عزا خلالها الناس وخاصة الكاثوليك والمسيحيين، الذين عانوا من العنف الطائفي والإرهاب، ودعا إلى التسامح والأخوة والأمل والسلام غادر البابا فرنسيس العراق، اليوم الإثنين، وأسدل الستار على الرحلة الثالثة والثلاثين له، والزيارة التاريخية إلى الدولة
الشرق أوسطية وكان في انتظاره في مطار بغداد الرئيس برهم صالح وعقيلته. وبعد لقاء خاص وجيز مع صالح في صالة كبار الشخصيات، رافق قداسة البابا على السجادة الحمراء حتى درجات سلم الطائرة حيث استقبله وفدي العراق والفاتيكان قبل صعوده على متن الطائرة وكانت شعار الرحلة الرسولية «أنتم جميعًا إخوة»، قائلاً إنهم فقط عندما يتعلمون
النظر إلى ما وراء خلافاتهم ورؤية بعضهم البعض كأعضاء في نفس الأسرة البشرية سيكونون قادرين على بدء عملية فعالة لإعادة بناء البلد. وبالتالي، فإنهم سيتركون لأجيال المستقبل عالماً أفضل وأكثر عدلاً وأكثر إنسانية ولاحقا بعد مغادرته، غرد البابا عبر "تويتر" بالشكر للعراقيات على شجاعتهن رغم "الانتهاكات والجراحات
وقال أودُ أن أشكر من عمق قلبي كل النساء، وخاصة نساء العراق، النِساء الشجاعات اللواتي يواصلن إعطاء الحياة بالرغم من الانتهاكات والجراحات وأردف فلتُحترم النساء وليُمنحن الحماية، ليَحظين بالاهتمام ويُمنحن الفرص

## المواقع التي زارها البابا
فيما يلي خريطة بالأماكن التي زارها البابا:
| بغداد الموصل النجف الناصرية أربيل قرةقوش الأماكن التي زارها البابا فرنسيس |